# Heliga Kyrillos och Methodios kyrka, Metlika
Sankt Kyrillos och Methodios kyrka (slovenska: Cerkev sv. Cirila in Metoda) är en grekisk-katolsk träkyrkobyggnad belägen i kommunen Metlika i sydöstra Slovenien.
Kyrkan är helgad åt missionärerna och helgonen Sankt Kyrillos och Sankt Methodios, som spred kristendomen bland de slaviska folken under 800-talet. Den är en av de två grekisk-katolska kyrkobyggnaderna som finns i Slovenien.

## Historik
Sankt Kyrillos och Methodios kyrka i Metlika invigdes år 1903.

## Kyrkan
Kyrkan har plats för upp mot 50 personer.

## Bilder

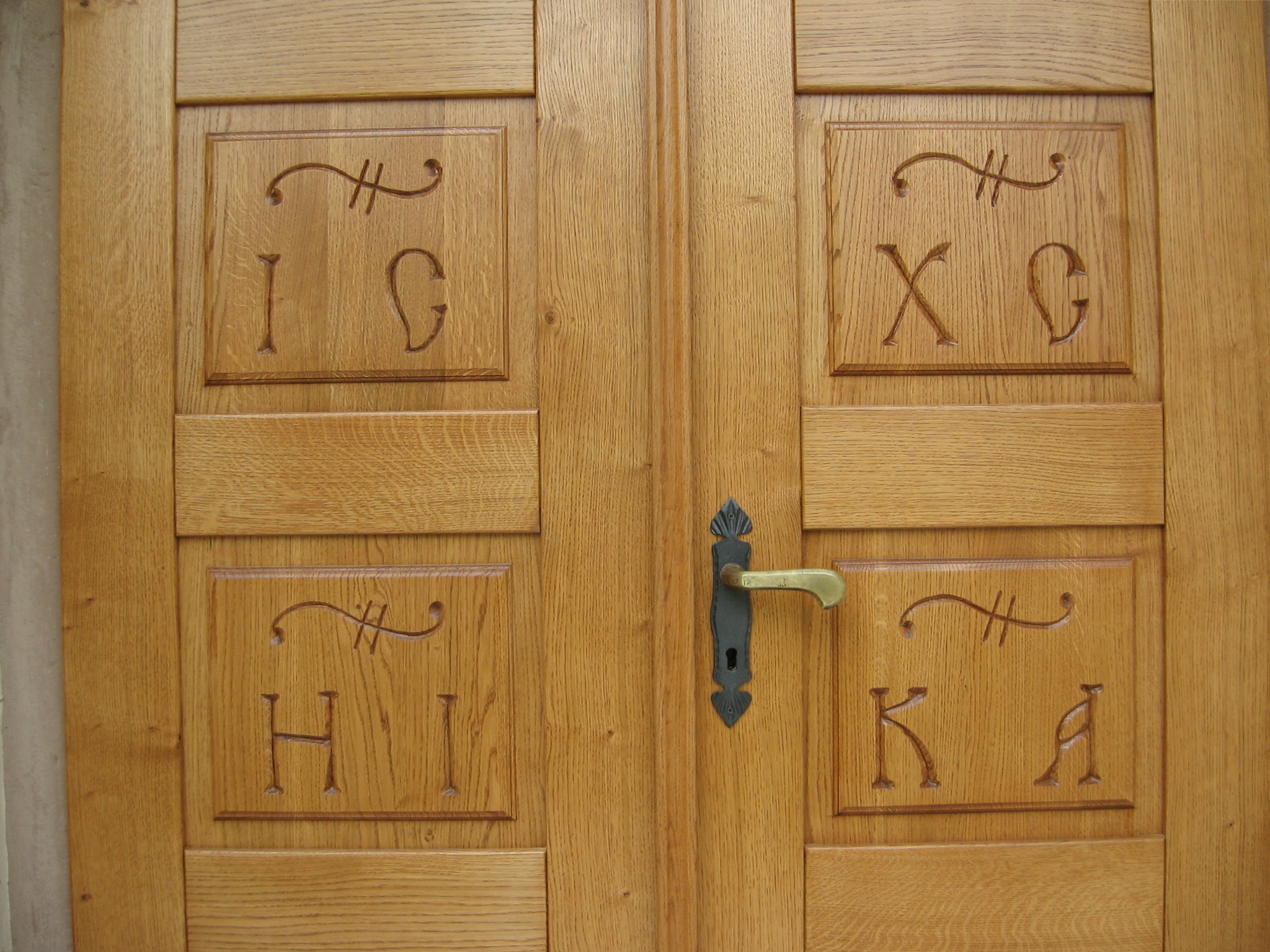
Detalj på entrén.

### Allmänna källor
- Cerkev Svetega Cirila in Metoda - Zavod Metlika
- GRŠKOKATOLIŠKA CERKEV SV. CIRILA IN METODA - Cerkev na najdi.si
- Greek Byzantine Catholic Church of St Cyril and Methodius - Come and hike in Bela Krajina